# Estadio Paul E. Joseph
El Estadio Paul E. Joseph (en inglés: Paul E. Joseph Stadium) fue un estadio de usos múltiples en Frederiksted, en la isla de St. Croix, en las Islas Vírgenes de los Estados Unidos. El estadio se utilizaba sobre todo para los partidos de fútbol, así como para el béisbol y el fútbol americano. Albergó algunos partidos en casa de la selección nacional de fútbol. El estadio tenía capacidad para 5.000 espectadores. El 31 de marzo de 1967, fue sede del primer partido de exhibición de la MLB que se jugó en las Islas Vírgenes, cuando los Yanquis de Nueva York jugaron contra los Medias Rojas de Boston. 
El estadio tenía ese nombre por el legislador de St. Croix, publicista, editor y activista de los derechos civiles Paul E. Joseph que murió en 1966.
El estadio fue demolido en 2015 de modo parcial debido a asuntos políticos y financieros con la idea de realizar una reconstrucción que costaría entre los 10 y los 20 millones de dólares, pero no encontraron a un contratista que culminara el proyecto.